# John DeBrito
John DeBrito (Ribeira Brava, 3 dicembre 1968 – 25 marzo 2020) è stato un calciatore statunitense, di ruolo centrocampista.

## Biografia
Nato a Capo Verde, con la famiglia si trasferì dapprima in Portogallo e poi negli Stati Uniti d'America, prendendone poi nazionalità.
Suo fratello maggiore Pedro era anch'egli calciatore, morto nel 2014 a 55 anni in un incidente automobilistico.
È morto all'età di 51 anni il 25 marzo 2020.

## Carriera

### Nazionale
Tra il 1991 e il 1992 ha collezionato sei presenze con gli Stati Uniti.

## Statistiche

### Cronologia presenze e reti in nazionale
| Cronologia completa delle presenze e delle reti in nazionale ― Stati Uniti | Cronologia completa delle presenze e delle reti in nazionale ― Stati Uniti | Cronologia completa delle presenze e delle reti in nazionale ― Stati Uniti | Cronologia completa delle presenze e delle reti in nazionale ― Stati Uniti | Cronologia completa delle presenze e delle reti in nazionale ― Stati Uniti | Cronologia completa delle presenze e delle reti in nazionale ― Stati Uniti | Cronologia completa delle presenze e delle reti in nazionale ― Stati Uniti | Cronologia completa delle presenze e delle reti in nazionale ― Stati Uniti |
| Data                                                                       | Città                                                                      | In casa                                                                    | Risultato                                                                  | Ospiti                                                                     | Competizione                                                               | Reti                                                                       | Note                                                                       |
| -------------------------------------------------------------------------- | -------------------------------------------------------------------------- | -------------------------------------------------------------------------- | -------------------------------------------------------------------------- | -------------------------------------------------------------------------- | -------------------------------------------------------------------------- | -------------------------------------------------------------------------- | -------------------------------------------------------------------------- |
| 21-2-1991                                                                  | Hamilton                                                                   | Bermuda                                                                    | 0 – 0                                                                      | Stati Uniti                                                                | Amichevole                                                                 | -                                                                          | 75’                                                                        |
| 12-2-1992                                                                  | San Juan de Tibás                                                          | Costa Rica                                                                 | 0 – 0                                                                      | Stati Uniti                                                                | Amichevole                                                                 | -                                                                          |                                                                            |
| 18-2-1992                                                                  | San Salvador                                                               | El Salvador                                                                | 2 – 0                                                                      | Stati Uniti                                                                | Amichevole                                                                 | -                                                                          |                                                                            |
| 18-3-1992                                                                  | Casablanca                                                                 | Marocco                                                                    | 3 – 1                                                                      | Stati Uniti                                                                | Amichevole                                                                 | -                                                                          | 71’                                                                        |
| 3-9-1992                                                                   | Saint John's                                                               | Canada                                                                     | 0 – 2                                                                      | Stati Uniti                                                                | Amichevole                                                                 | -                                                                          | 78’                                                                        |
| 9-10-1992                                                                  | Greensboro                                                                 | Stati Uniti                                                                | 0 – 0                                                                      | Canada                                                                     | Amichevole                                                                 | -                                                                          | 64’                                                                        |
| Totale                                                                     |                                                                            | Presenze                                                                   | 6                                                                          |                                                                            | Reti                                                                       | 0                                                                          |                                                                            |